# Califórnios
Califórnios são hispânicos nativos do estado americano da Califórnia. A comunidade de língua espanhola da Califórnia reside lá desde 1683 e é composta por variadas origens indígenas e mestiços indígenas californianas.
O termo califórnio (histórico, regional espanhol para "californiano") foi originalmente aplicado aos residentes de língua espanhola "Das Califórnias" (Las Californias) durante os períodos da Califórnia espanhola e da Califórnia mexicana, entre 1683 e 1848. Os primeiros Californios eram filhos das primeiras expedições militares espanholas ao norte das Califórnias. Eles estabeleceram os presidentes da Califórnia e, posteriormente, permitiram a fundação do sistema de missões da Califórnia.